# El tren de Trotski

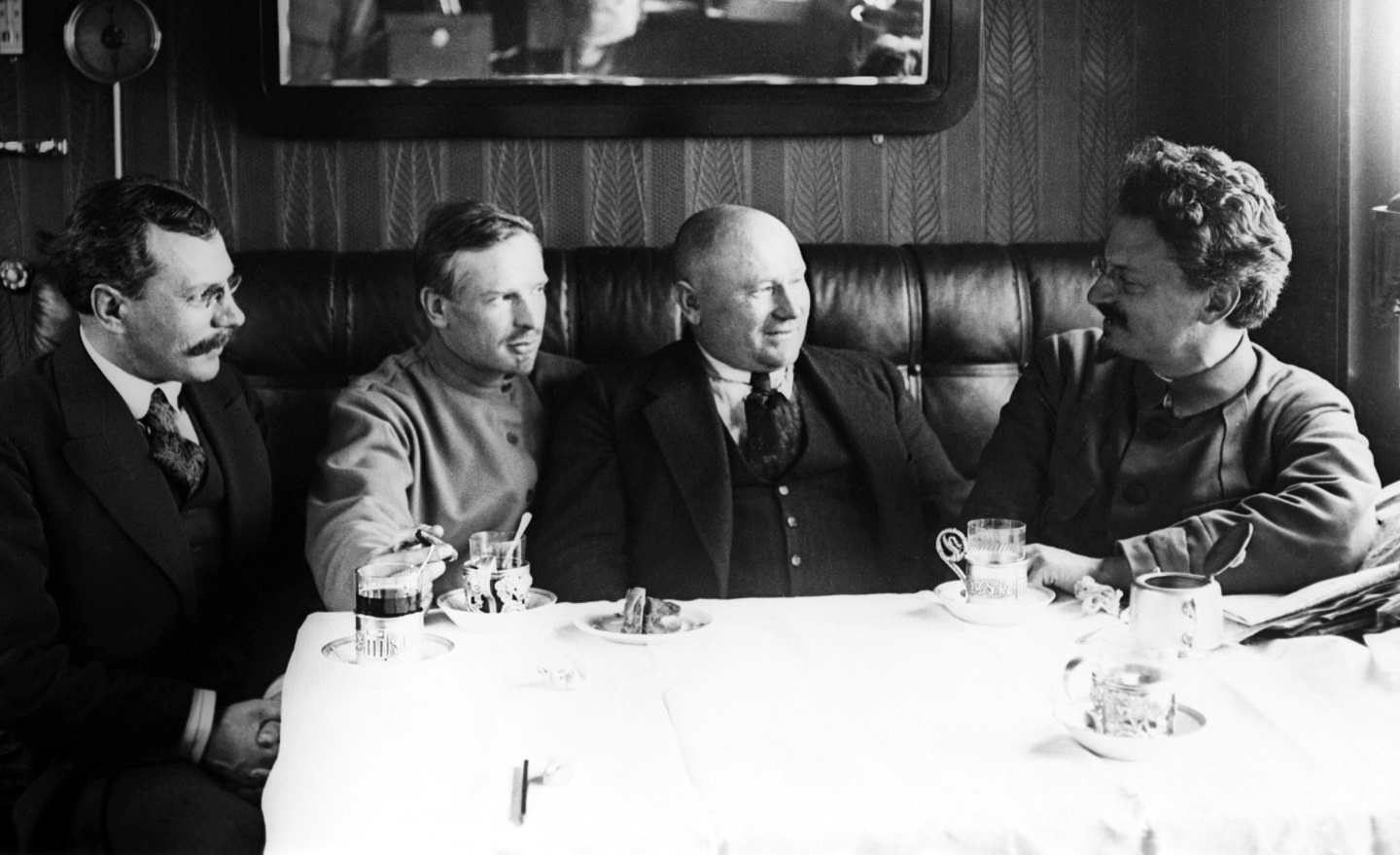
León Trotski (derecha) en el vagón de su tren blindado, 1920

El tren de Trotski era el tren blindado personal de León Trotski, el Popular Comisario de Defensa de la Unión Soviética, que había construido en agosto de 1918. Incluía una estación telegráfica, una imprenta, una estación de radio, un garaje para automóviles y una pequeña escuadra aérea. El personal del tren incluía a muchos especialistas soviéticos en adquisiciones civiles y militares. En él se publicó un periódico especial, "V puti" (en ruso: В пути, "En el camino"), que sirvió de agitación para el Ejército Rojo. Durante la Guerra Civil Rusa, el tren fue visitado por líderes bolcheviques prominentes, incluyendo Iósif Stalin. "Tren de Victoria" contribuyó a la formación del Ejército Rojo y la posterior consolidación del poder de los bolcheviques en la Rusia Soviética.